# Eureka (film 1983)
Eureka è un film del 1983 diretto da Nicolas Roeg.
La pellicola, con protagonisti Gene Hackman, Rutger Hauer e Mickey Rourke, è liberamente ispirata alla vita del filantropo sir Harry Oakes.

## Trama
Jack McCann è un cercatore d'oro che ha avuto molta fortuna. La sua attività è riuscita a rendergli bene e lui, in poco tempo, ha accumulato un vero e proprio patrimonio. Divenuto ricco decide di trasferirsi ai Caraibi ma la sua vita non è semplice. A preoccuparlo, in particolar modo, è la figlia Tracy che ha sposato Claude Maillot Van Horne, playboy francese. Un evento è il matrimonio tra i due, che a Jack era stato profetizzato ai tempi della corsa all'oro. A rendergli la vita difficile è anche un boss mafioso che lo assedia perché vorrebbe costruire un casinò sull'isola.

## Critica
Da larga parte della critica considerato il film che segna l'inizio del declino artistico di Roeg, per alcuni è uno degli esempi più evoluti del suo metodo cinematografico. «Eureka è il film in cui più di ogni altro la poetica frammentaria di Roeg trova una paradossale forma compiuta. [...] A quattordici anni dall'esordio cinematografico, il regista inglese produce l'opera più compatta e a suo modo calibrata: già avviata invero con Il lenzuolo viola e portata poi a completa maturazione con La signora in bianco, la strutturazione di una personale forma narrativa, basata anche sugli sperimentalismi delle prime pellicole, trova in Eureka il pieno svolgimento».